# سیدی بنور
سیدی بنور (به فرانسوی: Sidi Bennour) یک شهر در مراکش است که در استان سیدی بنور واقع شده‌است. سیدی بنور ۵۵٬۸۱۵ نفر جمعیت دارد.